# Élections régionales en Basse-Saxe
Les élections régionales en Basse-Saxe (en allemand : Landtagswahl in Niedersachsen) sont organisées tous les cinq ans dans le Land de Basse-Saxe, sauf en cas de dissolution anticipée, afin de désigner les députés régionaux qui siègent au sein du Landtag.

## Résumé
| Élections au Landtag de Basse-Saxe |               |                         |               |                            |        |          |                    |                            |
| Année                              | Participation | Hémicycle               | Parti en tête | Parti en tête              | Score  | Sièges   | Ministre-président | Ministre-président         |
| 1947                               | 65,1 %        |                         |               | Parti social-démocrate     | 43,4 % | 65 / 149 |                    | Hinrich Wilhelm Kopf (SPD) |
| 1951                               | 75,8 %        |                         |               | Parti social-démocrate     | 33,7 % | 64 / 158 |                    | Hinrich Wilhelm Kopf (SPD) |
| 1955                               | 77,5 %        |                         |               | Parti social-démocrate     | 35,2 % | 59 / 159 |                    | Heinrich Hellwege (DP)     |
| 1959                               | 78,0 %        |                         |               | Parti social-démocrate     | 39,5 % | 65 / 157 |                    | Hinrich Wilhelm Kopf (SPD) |
| 1963                               | 76,9 %        |                         |               | Parti social-démocrate     | 44,9 % | 73 / 149 |                    | Georg Diederichs (SPD)     |
| 1967                               | 75,8 %        |                         |               | Parti social-démocrate     | 43,1 % | 66 / 149 |                    | Georg Diederichs (SPD)     |
| 1970                               | 76,7 %        |                         |               | Parti social-démocrate     | 46,3 % | 75 / 149 |                    | Alfred Kubel (SPD)         |
| 1974                               | 84,4 %        |                         |               | Union chrétienne-démocrate | 48,8 % | 77 / 155 |                    | Alfred Kubel (SPD)         |
| 1974                               | 84,4 %        | Ernst Albrecht (CDU)    |               | Union chrétienne-démocrate | 48,8 % | 77 / 155 |                    |                            |
| 1978                               | 78,5 %        |                         |               | Union chrétienne-démocrate | 48,7 % | 83 / 155 |                    | Ernst Albrecht (CDU)       |
| 1982                               | 77,7 %        |                         |               | Union chrétienne-démocrate | 50,7 % | 87 / 171 |                    | Ernst Albrecht (CDU)       |
| 1986                               | 77,3 %        |                         |               | Union chrétienne-démocrate | 44,3 % | 69 / 155 |                    | Ernst Albrecht (CDU)       |
| 1990                               | 74,6 %        |                         |               | Parti social-démocrate     | 44,2 % | 71 / 155 |                    | Gerhard Schröder (SPD)     |
| 1994                               | 73,8 %        |                         |               | Parti social-démocrate     | 44,3 % | 81 / 161 |                    | Gerhard Schröder (SPD)     |
| 1998                               | 73,8 %        |                         |               | Parti social-démocrate     | 47,9 % | 83 / 157 |                    | Gerhard Schröder (SPD)     |
| 1998                               | 73,8 %        | Gerhard Glogowski (SPD) |               | Parti social-démocrate     | 47,9 % | 83 / 157 |                    |                            |
| 1998                               | 73,8 %        | Sigmar Gabriel (SPD)    |               | Parti social-démocrate     | 47,9 % | 83 / 157 |                    |                            |
| 2003                               | 67,0 %        |                         |               | Union chrétienne-démocrate | 48,3 % | 91 / 183 |                    | Christian Wulff (CDU)      |
| 2008                               | 57,1 %        |                         |               | Union chrétienne-démocrate | 42,5 % | 68 / 152 |                    | Christian Wulff (CDU)      |
| 2008                               | 57,1 %        | David McAllister (CDU)  |               | Union chrétienne-démocrate | 42,5 % | 68 / 152 |                    |                            |
| 2013                               | 59,4 %        |                         |               | Union chrétienne-démocrate | 36,0 % | 54 / 137 |                    | Stephan Weil (SPD)         |
| 2017                               | 63,1 %        |                         |               | Parti social-démocrate     | 36,9 % | 55 / 137 |                    | Stephan Weil (SPD)         |
| 2022                               | 60,31 %       |                         |               | Parti social-démocrate     | 33,4 % | 57 / 146 |                    | Stephan Weil (SPD)         |